# Cavia
Cavia es un género de roedores histricomorfos de la familia Caviidae. Todas sus especies son propias de Sudamérica y la más conocida es el cuy doméstico o conejillo de Indias (Cavia porcellus).

## Nombres comunes
Se les denomina cuy en Perú, Ecuador, Bolivia, Sur de Colombia, Uruguay, y variantes de este (cuyo) en Chile, México y otros países de América del Sur (muy posiblemente por su asimilación fonética como; cuyi en Chile, muy similar fonéticamente a cuy). Curiel en Cuba. Otros nombres comunes este género, en diferentes regiones de habla hispana son cobaya, cuyi, cuis (muy común en Argentina), cobayo, conejillo de Indias, curí y chanchito de las Indias.

## Historia evolutiva
Se estima que hace unos 30 millones de años el cuy silvestre (Cavia tschudii) llegó a Sudamérica desde África, cuando el océano Atlántico no era tan ancho y ambos continentes no distaban tanto. De él se originaron las distintas especies del infraorden Hystricognathi de este subcontinente.[cita requerida]

## Especies
Se reconocen las siguientes especies:
- Cavia aperea
- Cavia fulgida
- Cavia intermedia
- Cavia magna
- Cavia porcellus
- Cavia tschudii

De acuerdo con el análisis molecular realizado en 2014 por Donnum y Salazar, las especies y subespecies serían:
- Cavia aperea
  - C. aparea anolaimae = C. aparea guianae (Colombia, Surinam)
  - C. aparea aparea (oriente de Bolivia, Brasil)
  - C. aparea hypoleuca (Paraguay)
  - C. aparea nana (Bolivia)
  - C. aparea pamparum (Argentina, Uruguay)
- Cavia fulgida = C. resida (este de Brasil)
- Cavia magna = C. intermedia (sudeste de Brasil, Uruguay)
- Cavia patzelti (Ecuador)
- Cavia tschudii
  - C. tschudii porcellus (suroeste de Colombia hasta Chile)
  - C.  tschudii arequipae = C. t. osgoodi (sur del Perú, noroeste de Bolivia, norte de Chile)
  - C. tschudii sodalis (noroeste de Argentina)
  - C. tschudii sp. (Cuzco, Perú)
  - C. tschudii tschudii (costa del Perú)